# Brandenburger Niederhavel
Als Brandenburger Niederhavel (BHv) wird ein Teilabschnitt des Flusses Havel im deutschen Bundesland Brandenburg bezeichnet. Die Länge der Wasserstraße beträgt etwa acht Kilometer. Sie ist eine Bundeswasserstraße der Wasserstraßenklasse IV mit Einschränkungen und gehört zur Unteren Havel-Wasserstraße, für die das Wasserstraßen- und Schifffahrtsamt Spree-Havel zuständig ist. Die Brandenburger Niederhavel liegt komplett im Stadtgebiet der kreisfreien Stadt Brandenburg an der Havel.

## Geschichte
Die sich vom Beetzsee bis zum Breitlingsee erstreckende Brandenburger Niederhavel mit ihrer Länge von knapp acht Kilometern war bis 1910 Teil der Hauptstrecke der Unteren Havel-Wasserstraße, der Verbindung zwischen den Flüssen Spree und Elbe. Mit der Verkehrsfreigabe des Silokanals am 19. November 1910 wurde sie zu einer Wasserstraße mit untergeordneter Bedeutung für die Frachtschifffahrt. Seit der deutschen Wiedervereinigung und der Stilllegung mehrerer Firmen in der Stadt Brandenburg aus Wirtschaftlichkeits- und Umweltschutzgründen gibt es im Grunde keine Frachtschifffahrt mehr auf der Brandenburger Niederhavel.

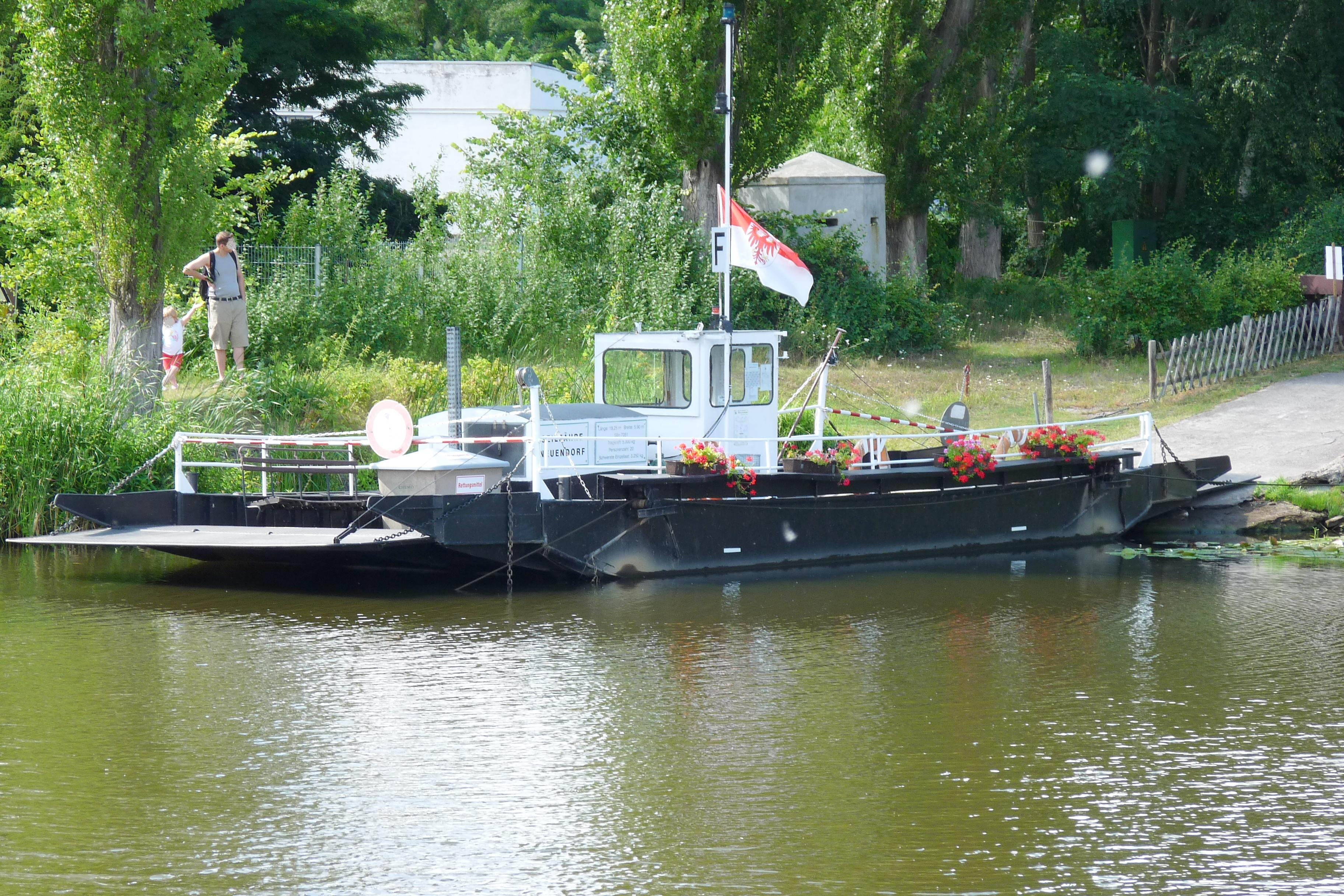
Die Seilfähre

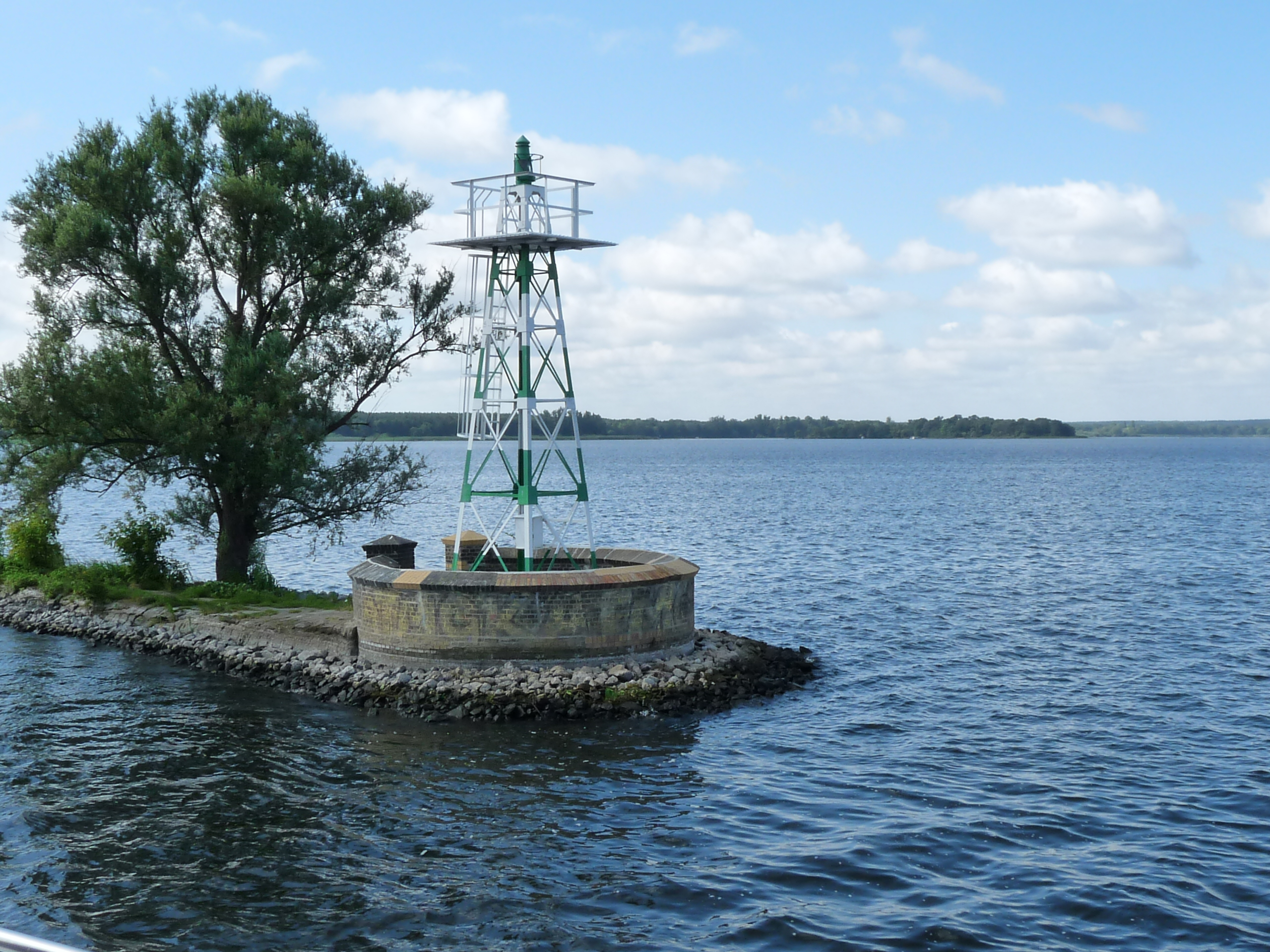
Leuchtfeuer Plauer Gemünde, Einfahrt in die Brandenburger Niederhavel zu Berg

## Flussverlauf
Die Bezeichnung Brandenburger Niederhavel beginnt mit dem südlichen Teil des Beetzsee, dem Kleinen Beetzsee. Nach Süden fließend passiert sie eine Engstelle, über die die Homeyenbrücke führt. Mehrere Nebengewässer münden von Osten kommend, wie der Domstreng, in die Havel. Vorbei an der Dominsel erreicht der Fluss die Jahrtausendbrücke und das Salzhofufer. Am Salzhofufer befinden sich Anleger für Sportboote und Fahrgastschiffe. Kurz vor der Mündung des Brandenburger Stadtkanals (BrK) am linken Ufer quert die Luckenberger Brücke den Fluss. Im Brandenburger Stadtkanal befindet sich die Stadtschleuse. An deren Stelle wird zur Überwindung des bereits 1309 erwähnten Mühlenstaus ab 1335 eine Flutrenne bzw. Flutronne beschrieben. Mitte des 16. Jahrhunderts entstand eine erste Schleuse. Etwa am Kilometer 59,50 überqueren eine weitere Straßenbrücke und eine Eisenbahnbrücke die Niederhavel. Sehr naturnah belassen windet sich der Fluss in leichten Mäandern dem Breitlingsee zu. Am Kilometer 63,50 etwa quert die Fähre Neuendorf, eine Seilfähre die Havel. Inzwischen hat die Brandenburger Niederhavel ihre Fließrichtung nach Westen geändert um am Leuchtfeuer Plauer Gemünd die seenartigen Verbreiterungen der Havel zu erreichen, die hier ineinander übergehend Breitlingsee, Quenzsee, Möserscher See und Plauer See genannt werden.

### Besonderes
Eine Besonderheit stellt die Kilometrierung dar. Sie beginnt am Kilometer 56,17 der UHW abzweigend als Kilometer 56,00 und endet im Plauer See am Kilometer 63,37 der UHW als Kilometer 65,50. Der Weg auf der Brandenburger Niederhavel ist etwa zwei Kilometer länger als auf der Hauptwasserstraße über den Silokanal.

## Die Brücken
Über die Brandenburger Niederhavel führen fünf und über deren Nebengewässer im Stadtgebiet wie die Brandenburger Stadthavel, Brandenburger Stadtkanal, Domstreng und die Abflüsse des Mühlenstaus sieben Brücken.
| Nummer | km        | Fotografie                                                    | Name der Brücke                                                  | Anmerkungen | Lage   |
| ------ | --------- | ------------------------------------------------------------- | ---------------------------------------------------------------- | --- | ------ |
| 1      | 56,86     | Homeyenbrücke                                                 | Homeyenbrücke Brandenburg an der Havel                           | Die Homeyenbrücke führt den Grillendamm über die Havel. | Karten |
| X      | 0,41 BrK  |                                                               | (Fußgängerbrücke Domstreng) Brandenburg an der Havel             | Die Fußgängerbrücke geht über den nördlich der Dominsel gelegenen Domstreng, einem Nebengewässer der Niederhavel im Stadtgebiet. Er zweigt unterhalb der Homeyenbrücke etwa am Kilometer 57,00 nach Osten ab und ist knapp 500 Meter lang und wird durch den Mühlendamm mit der Krakauer Straße an der alten Burgmühle von der Nuhlenhavel und der Stadthavel getrennt. | Karten |
| X      | 56,79 UHW |                                                               | (Fußgängerbrücke über die Näthewinde) Brandenburg an der Havel   | Der südlich der Dominsel gelegene alte Havelarm, nur durch den Mühlendamm von der östlich fließenden Stadthavel getrennt, wird Näthewinde genannt. Der Abzweig des Nebengewässers befindet sich etwa am Kilometer 57,20. Über die Näthewinde führt eine Fußgängerbrücke zwischen der Hammerstraße und dem Domkietz auf der Dominsel.                                    | Karten |
| 2      | 57,63     | Die Jahrtausendbrücke September 1929 · Jahrtausendbrücke 2010 | Jahrtausendbrücke Brandenburg an der Havel                       | Die Jahrtausendbrücke verbindet die Alt- mit der Neustadt. | Karten |
| X      | 57,90     | Gottfried-Krüger-Brücke                                       | Gottfried-Krüger-Brücke linkes Ufer BHv Brandenburg an der Havel | Die Brücke, umgangssprachlich auch Bauchschmerzenbrücke genannt, überquert im Verlauf des Promenadenweges entlang des Heinrich-Heine-Ufers den Pumpergraben unmittelbar an seiner Mündung in die Niederhavel. | Karten |
| 3      | 58,23     | Luckenberger Brücke über die Brandenburger Niederhavel        | Luckenberger Brücke / Brandenburg an der Havel                   | Die Luckenberger Brücke, früher auch Neue Havel-Brücke genannt, führt die Luckenberger Straße über den Fluss. | Karten |
| 4      | 59,11     | Zentrumsringbrücke                                            | Straßenbrücke Zentrumsring Brandenburg an der Havel              | Bundesstraße 1, Zanderstraße, Otto-Sidow-Straße | Karten |
| 5      | 59,21     | Eisenbahnbrücke der Städtebahn                                | Eisenbahnbrücke Niederhavel Brandenburg an der Havel             | | Karten |

- Karte mit allen Koordinaten der Brücken:
- OSM |
- WikiMap

## Die Fähre
Die Fähre Neuendorf ist eine Seilfähre zwischen den Siedlungsplätzen Neuendorf und Wilhelmsdorf.

## Tourismus und der Fluss
Da die Brandenburger Niederhavel von Frachtschiffen nicht mehr genutzt und nur von wenigen Fahrgastschiffen befahren wird, entwickelte sie sich zu einem beliebten Revier für Sportboote aller Größen und Klassen.

## Karten
- Folke Stender: Redaktion Sportschifffahrtskarten Binnen 1. Nautische Veröffentlichung. Verlagsgesellschaft, ISBN 3-926376-10-4.
- Autorenkollektiv: W. Ciesla, H. Czesienski, W. Schlomm, K. Senzel, D. Weidner: Schiffahrtskarten der Binnenwasserstraßen der Deutschen Demokratischen Republik 1:10.000 Band 3. Wasserstraßenaufsichtsamt der DDR, Berlin 1988, OCLC 830889996.